# Kohtla-Järve
Kohtla-Järve (in tedesco Kochtel-Türpsal) è una città dell'Estonia nord-orientale, nella contea di Ida-Virumaa, fondata nel 1924 e decretata municipalità nel 1946. Con circa 34 000 abitanti, la città ha un volto principalmente industriale, attraverso le attività connesse all'utilizzo degli scisti bituminosi ed al largo processo di trasformazione delle stesse in vari prodotti petroliferi.
In realtà, ora la città è costituita da cinque frazioni o distretti non confinanti tra loro, ed è quindi un agglomerato amministrativo di cinque zone non comunicanti, talvolta piuttosto distanti e intervallate da un'altra città (Jõhvi).
In ordine di dimensioni, Kohtla-Järve è la quinta città estone.

## Storia

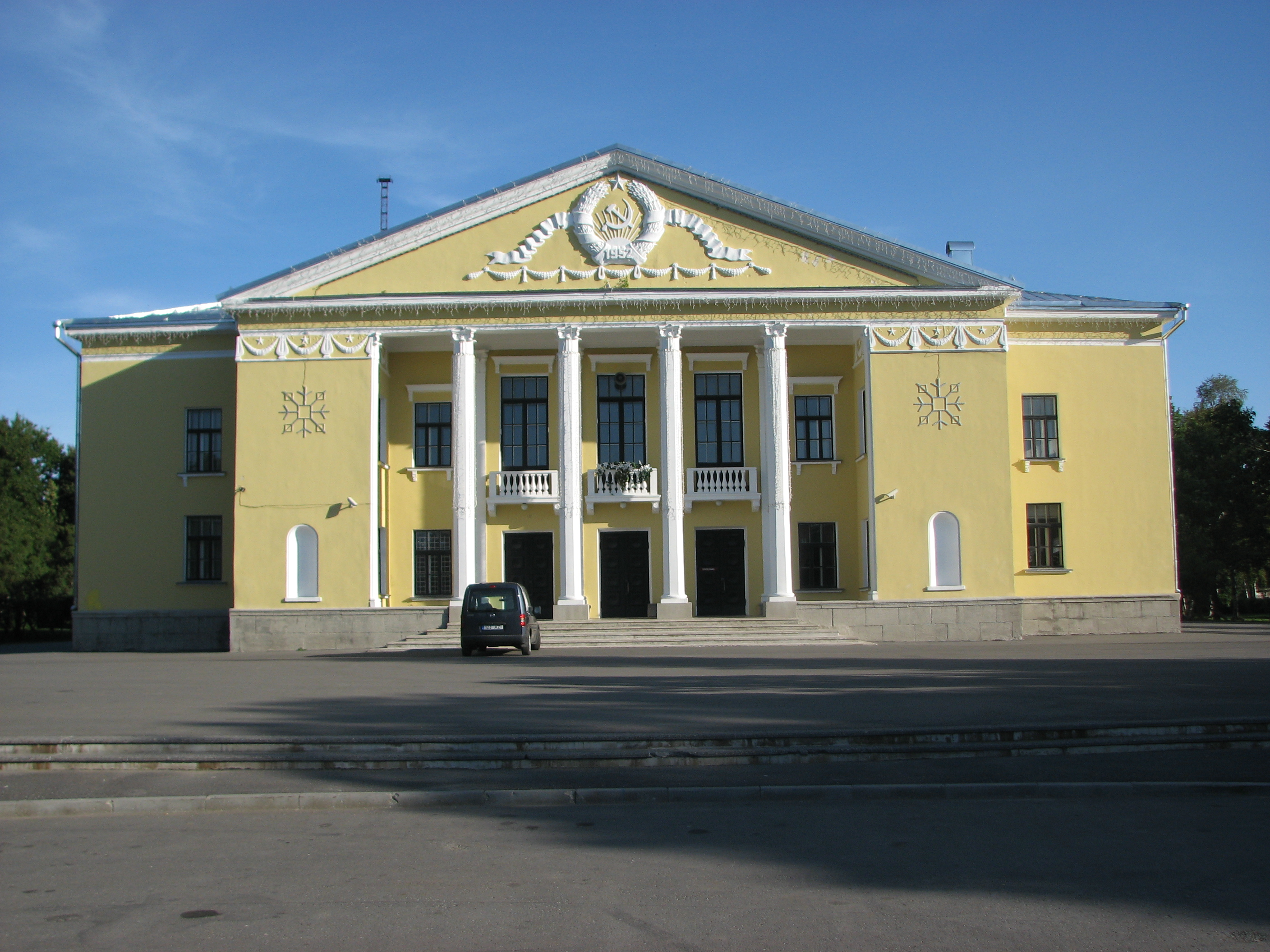
Centro della cultura

La storia di Kohtla-Järve è strettamente legata alle vicende relative all'estrazione dello scisto bituminoso, il principale minerale di cui è ricca l'Estonia.
Ad ogni modo sono rimaste le tracce di insediamenti esistenti nel territorio della moderna Kohtla-Järve sin dall'alto medioevo. Nelle mappe danesi, i villaggi di Järve e Kukruse sono stati menzionati nel 1241 con i nomi di Jeruius e Kukarus, ed il villaggio di Sompa nel 1420 con Soenpe.
Gli abitanti locali conoscevano le proprietà infiammabili dello scisto sin dai tempi antichi, anche se in Estonia l'estrazione industriale è iniziata solo nel diciannovesimo secolo.
Nel 1916 vennero eseguite analitiche ricerche e venne scoperto che lo scisto bituminoso poteva essere utilizzato sia come combustibile sia come materiale d'impiego per l'industria chimica, e l'attività estrattiva iniziò proprio vicino al villaggio di Järve. Nel 1919 la Compagnia industriale state dell'olio di scisto venne fondata ed iniziò l'attività estrattiva. Insediamenti abitativi per lavoratori iniziarono ad apparire nelle adiacenze nelle miniere.
Nel 1924 l'impianto di trasformazione dello scisto bituminoso venne realizzato vicino alla stazione di Kohtla, e nelle immediatezze l'insediamento chiamato Kohtla-Järve iniziò a crescere.
Durante la Seconda guerra mondiale il valore dei depositi estoni di scisto bituminoso crebbe. I tedeschi, occupata l'Estonia, lo consideravano un'importante risorsa di combustibile.
Ad ogni modo, fallirono nel tentativo di avviare una estrazione su larga scala.

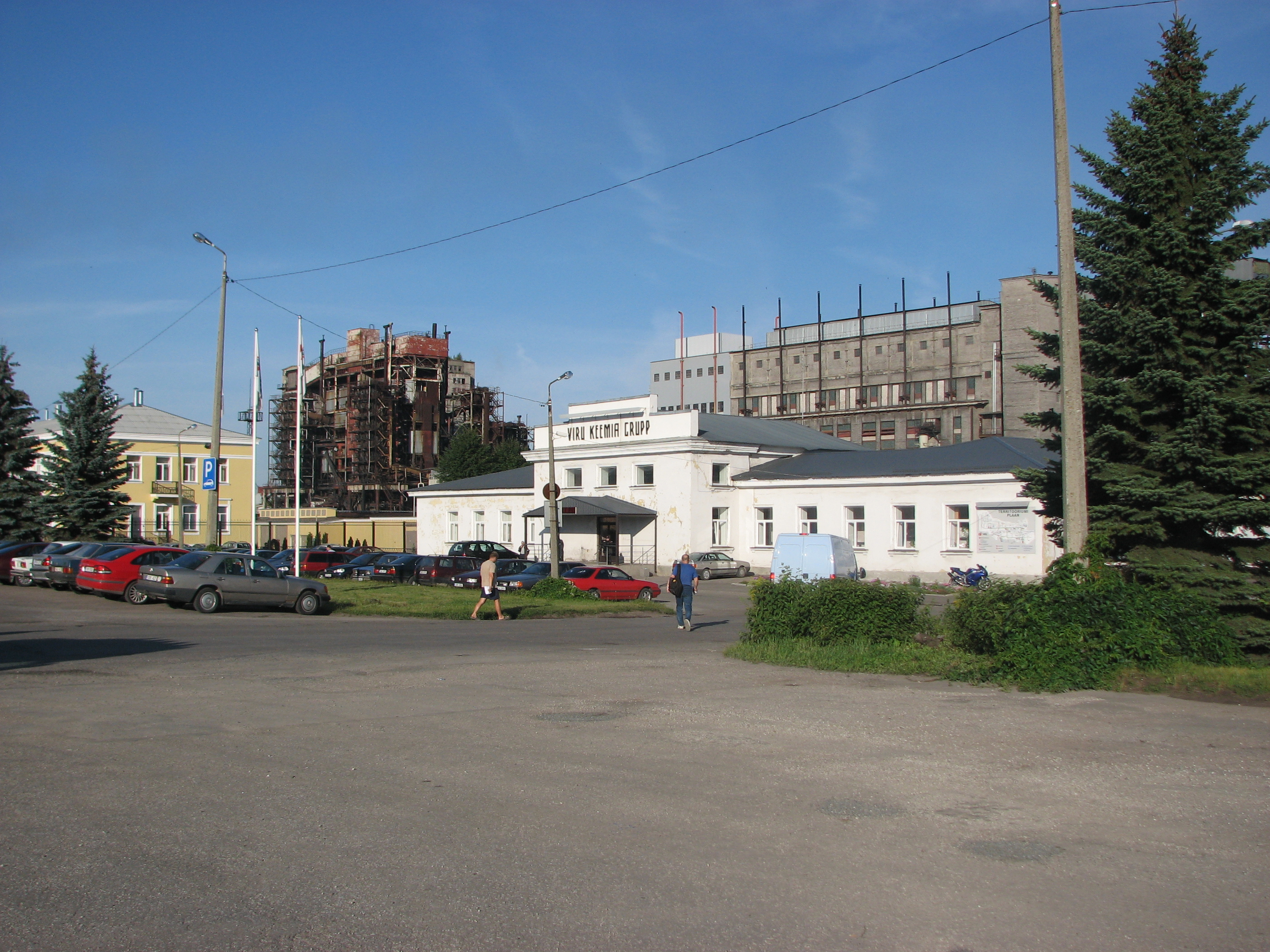
Entrata della Viru Keemia Grupp

Al termine della guerra, lo scisto bituminoso iniziò ad essere richiesto in quantità crescente dalle industrie della parte nord-occidentale dell'Unione Sovietica e la sua estrazione si allargò notevolmente. Kohtla-Järve, come centro principale dell'area estrattiva, ricevette lo status di città il 15 giugno 1946.
Dal quel momento, durante i successivi venti anni, iniziava un processo di amalgamazione amministrativa con gli insediamenti nelle vicinanze di Kohtla-Järve. Kohtla e Kukruse erano in città nel 1949; Jõhvi, Ahtme e Sompa nel 1960; Kiviõli, Oru, Püssi e Viivikonna nel 1964. Dunque, Kohtla-Järve notevolmente ingranditasi, raggiunse i 90 000 abitanti nel 1980.
Nel 1991 il numero dei distretti cittadini diminuì, e Jõhvi, Kiviõli e Püssi tornarono ad essere città separate. I volumi estrattivi dello scisto ed i relativi processi diminuirono drammaticamente durante gli anni novanta e molti abitanti di Kohtla-Järve si spostarono a Tallinn o in Russia, visto l'alto tasso di disoccupazione in Ida-Virumaa.
Dopo la riforma amministrativa del 2017, il comune è composta non più da sei, ma da cinque distretti amministrativi, avendo rinunciato il distretto di Viivikonna.

## Popolazione
La città è inoltre composta da diverse etnie: comprende circa 40 gruppi etnici e solo il 21% della popolazione è estone. Nel dopoguerra, durante l'occupazione sovietica molti degli estoni sfollati non poterono rientrare nelle loro case, altri dovettero forzatamente adottare il russo come lingua madre anche se, dal 1991, con la ritrovata indipendenza del Paese, l'estone è tornato ad essere l'unica lingua ufficiale e quindi ora largamente utilizzato, soprattutto dai giovani.

## Amministrazione

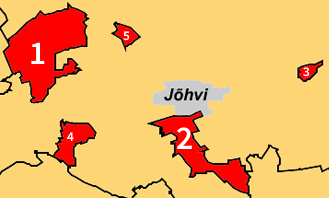
Distretti di Kohtla-Järve: (1) Järve, (2) Ahtme, (3) Oru, (4) Sompa, (5) Kukruse

La città è suddivisa in cinque distretti amministrativi:
| Abitanti (per distretto/anno) | 2011   | 2016   | 2017   | 2021   |
| ----------------------------- | ------ | ------ | ------ | ------ |
| Järve                         | 17 054 | 15 869 | 15 952 | 15 656 |
| Ahtme                         | 17 252 | 16 222 | 16 140 | 15 602 |
| Oru                           | 1266   | 1133   | 1117   | 996    |
| Sompa                         | 958    | 873    | 870    | 754    |
| Kukruse                       | 572    | 550    | 529    | 467    |